# 니체 저작의 판본
니체 저작의 판본에 대해 설명한다.

## 니체가 쓰러진 뒤
니체(Friedrich Wilhelm Nietzsche)는 1888년 ~ 1889년 해가 바뀔 무렵 정신적 암흑에 빠졌다. 그의 저작들은 정본이라 할 만한 형식을 갖추지 못한 상태였다. 부분적으로 예전 저작들은 여러 출판사에서 여러 판본으로 나와 있었으나, 두 저작은 — 니체가 잘못된 곳들을 지적한 가운데 — 인쇄작업이 진행 중이었고, 아울러 인쇄되지 않은 자료들이 다양한 마무리 수준 상태로 존재했다. 이 인쇄되지 않은 자료는 프란츠 오버베크([[:de:Franz Overbeck|Franz Overbeck]])가 하인리히 쾨젤리츠([[:de:Heinrich Köselitz|Heinrich Köselitz]])(페터 가스트(Peter Gast))와 협의하여 처음으로 수집했다. 이들은 또한 니체의 최종 출판업자인 콘스탄틴 게오르크 나우만(Constantin Georg Naumann)과 함께 계속적인 출판작업을 두고 논의했다. 그리고 1890년 말에 처음으로 파라과이에서 귀향한 니체의 누이 엘리자베트 푀르스터-니체([[:de:Elisabeth Förster-Nietzsche|Elisabeth Förster-Nietzsche]])가 가족을 대표하여 논의에 참견했다. 그간에 니체 저술의 판매고가 올랐다는 사실을 간과해서는 안되겠다. 1892년 초에 처음으로 전집판에 대한 합의에 도달했다. 이 전집판은 나우만 출판사에서 간행되었으며, 쾨젤리츠가 이를 담당했다.

## 니체 서고판
1893년 9월, 엘리자베트 푀르스터-니체는 최종적으로 독일로 돌아왔다. 그녀는 쾨젤리츠판이 5권까지 간행된 뒤 진행을 중지시키고 책을 회수하여 파기했다. 그녀는 나움부르크(Naumburg)(잘레(Saale))에 니체 서고(Nietzsche-Archiv)를 설립했다. (후에 바이마르로 이전.) 이듬해부터 니체 서고의 감독 아래, 편집자가 교체되기도 하면서 질적인 편차를 이루는 가운데 몇 종의 판본이 출판되었다. 그러나 오늘날 니체 연구의 의견에 따르면 전반적으로 수준에 못미친다.

### 그로스옥타브판(GK)
특별히 언급해야 할 것은 그로스옥타브판(Großoktavausgabe)(GA)이다. 이 판은 1890년부터 1913년까지 처음에는 나우만 출판사에서 나중에는 알프레트 크뢰너 출판사에서 간행되었으며, 19권에 달했다. 1926년에는 색인을 담은 권이 추가되었다.
아울러 이 판도 (8권의 저작과 4권의 유고가 출판된 후) 1897년에 푀르스터-니체와 편집자 프리츠 쾨겔의 의견차로 중단되었다. (통상 쾨겔이 편집한 것을 두고 GAK라 약칭한다.) 1899년부터 유고작들이 새로운 인쇄를 위해 취합되었는데, 여기에는 특히 (당연히 재차 상이한 변형을 거친) 막대한 파급력의 편집본 《권력에의 의지》가 포함되어 있다.
그와 동시에 클라인옥타브판(Kleinoktavausgabe)(1895 ~ 1904)과 몇 번의 보급판이 간행되었으며, 이것들은 모두 많건 적건 그로스옥타브 판을 따랐다.

### 무사리온판(MuSA)
1920년부터 1929년까지 뮌헨에서 23권의 무사리온판(MuSA)이 간행되었으며, 이는 기념비적 전집판으로 간주되었다. 이 판은 내용상으로야 그로스옥타브 판을 넘어서는 것은 당연하지만 학문적으로는 그렇지 못하다. (“이것의 기념비성이 오히려 학문적 의의와는 전도된 관계를 가졌다” - 마치노 몬티나리)

### 서고판에 대한 비판
니체 서고 전집판은 시작부터 문학쪽으로부터, 심지어는 초기 서고 협력자들로부터 철저하게 격심한 비판을 받았다. 바이마르 해석의 반대편에는 프란츠 오버베크의 후계자인 칼 알브레히트 베르노울리를 중심으로 한 바젤 해석이 있었다. 가장 중요한 비판자들은 에른스트 호르네퍼, 아우구스트 호르네퍼, 사를르 앙들레, 요제프 호프밀러, 에리히 F. 포다흐였다. 이미 거론된 프리츠 쾨겔과 루돌프 슈타이너, 즉 짧은 기간 협력자였던 자들 역시 서고의 편집방식이 의문스럽다는 점을 알린 것은 당연하다. 물론 이 비판은 폭넓은 공감대와 관심을 얻지 못했으며, 연구자와 독자 대다수는 어쨌든 바이마르 판을 무비판적으로 이용했다.

## 1930년 저작권 보호기간의 만료
1930년, 니체의 저작권 보호기간이 만료되었다. 그전에 서고는 보호기간을 50년으로 연장하려고 시도했으나 성과를 얻지 못했다. 니체 서고는 그 와중에 전적으로 새로운 고증판을 계획했다. 이는 부분적으로는 외부의 비판을 감안하고 독립적인 판에 대비하려는 자구책이었다. 이러한 《고증 전집판》(HKG, 오늘날 통상적으로 BAW라 약칭한다)이 1933년부터 서고측에 의하여 한스-요아힘 메테와 칼 슐레히타 책임으로 C.H. 베크 출판사에서 간행되었다. 이 판은 1938년 민족사회주의 관료층으로부터 학문화라는 비판을 받았다. 이 비판과 제2차 세계대전 때문에 더 이상의 책이 간행되지 못했다. 물론 이 판 역시 몇 권이 나온 뒤에 이미 문헌학적으로 미흡하다는 비난을 받았다.

## 슐레히타 판과 그에 대한 비판
1954년부터 칼 슐레히타가 칼 한저 출판사에서 니체 저작과 선별된 유고를 출판했다. 특별히 슐레히타가 《문헌학적 보고》(1957년 첫 출판)에서 엘리자베트 푀르스터-니체가 니체 유고에서 몇 가지 위조를 했음을 입증하고는 자신의 유고판에서 초기의 편집본 《권력에의 의지》를 해체했기 때문에, 이 슐레히타 판(SA)은 새로운 논쟁을 일으켰다. 슐레히타는 유고 자료의 이용 전반을 두고 반박했다.
철학자 칼 뢰비트는 전반적으로 대부분에 걸쳐 초기의 편집본 《권력에의 의지》를 옹호했다. 그는 연대기에 따라 유고를 제시하는 것은 니체의 사상서에 대한 관점을 곡해하며, 그에 따라 독자가 이제는 즉각적으로 연관된 텍스트 대목을 먼저 찾게 될 것이라는 견해를 가지고 있었다. 그러니까 그의 견해에 따르면 유고에서 주저(主著)의 뼈대를 인식할 수 있다는 것이다. 반면에 문헌학적으로 반박의 여지 없는 정확한 기준에 따라 편집하는 것은 니체 사상의 본질적인 것을 은폐한다는 것이다. — 알프레트 보임러 역시 비슷한 비판을 표명했다. 그는 편집본 《권력에의 의지》를 옹호했으며 자신이 직접 1931년에 유고를 선별하여 《생성의 무구함》(Die Unshuld des Werdens)을 출간하기도 했다. 물론 보임러는 동 저서에 대한 《후기》(Nachwörter)의 신판에서 몇 대목을 수정했는데, 이는 도저히 받아들이기 힘든 주장의 일면을 줄이려는 것이었다. 크뢰너 출판사와 다른 출판사들은 논쟁에 별다른 영향을 받지 않고 새로운 판형으로 출간했다. 루돌프 판비츠 역시 비슷한 논거로 슐레히타 판을 비판했다.

### 포다흐의 비판
정반대의 방향에서 비판이 나왔다. 에리히 포다흐가 제기한 비판이었다. 그는 한때 서고 협력자였던 슐레히타를 두고, 새로운 니체 전설을 세계에 정립시키고 있다고 비난했다: 그러니까 왜곡과 위조의 책임이 오직 니체 누이 혼자에게 있다는 전설. 실제로 거기에는 슐레히타를 포함하여 여러 학자들이 함께 책임을 져야 한다는 것이다. 그리고 그저 시대정신이 속아넘어가기만을 바랐다는 것이다. 더 나아가 슐레히타의 신판 역시 학문적으로 불충분하다는 것이다. 그러므로 슐레히타가 왜 하필 주저 《권력에의 의지》의 전설을 파괴하려는 시점에 이 유고 선별을 했느냐, 그것도 왜 다른 배열로, 포다흐가 입증했다시피, 심지어는 구체적인 연대기 순서에 의하지도 않는 채 했느냐를 살필 일이 아니라는 것이다. 슐레히타에 대한 그의 주된 비난은, 요컨대, 슐레히타가 바이마르에 소장된, 그러니까 그 사이 동독에 소장된 원고들을 이용하지 않고 심지어는 (SA 초판에서) 원고들의 접근 내용에 대해 오도된 서술까지 했다는 점이다. 포다흐 자신은 이 원고를 이용하여 1961년 《붕괴의 니체 저작들》(NWZ)과 1963년 《니체의 노트 일람》을 간행했다. 이 책들은 니체의 후기저작들과 유고선별에 있어서 진정으로 학문적인 첫 판으로 간주될 수 있다. 이 판과 관련해서는, 포다흐의 몇 군데 배열에서 오류를 발견했던 프랑스의 니체 연구자 피에르 샹프로미가 비판을 한 바 있다.

## 콜리-몬티나리 판
1960년대 초, 지오르지오 콜리([[:it:Giorgio Colli|Giorgio Colli]])와 마치노 몬티나리(Mazzino Montinari)가 니체의 이탈리어판을 준비했다. 이를 위해 그들은 당연히 신뢰할 만한 독일어판 저본이 필요했다. 그런데 옛 서고판뿐만 아니라 슐레히타 판까지도 해명되지 않는 의문을 주었다. 특히 불충분한 유고판의 경우 기존의 판본들 중 어느 것도 적합하지 않았다. 몬티나리는 현존 원고를 두루 살펴보기 위한 기회를 얻기 위하여 1961년 바이마르를 방문했다. 그리고 콜리와 상의하여 완전히 새로운 고증 전집판을 간행해야 한다는 데 의견을 같이 했다. 번역본을 출판하려고 했던 에인아우디 출판사는 재정과 이데올로기적인 염려로 이 프로젝트를 거절했다. 결국 새로운 판은 파리의 갈리마르 출판사와의 계약을 통하여 가능하게 되었다. (첫 대체자였던 이탈리아 아델피 출판사는 재정적인 수단이 충분하지 않았다.) 이탈리아어 첫 권은 1964년에 간행되었다. 그 직후에 독일의 데 그루이터 출판사가 관심을 보였다.

### 고증 전집판(KGW)
1967년부터 《고증 전집판》(KGW)이 독일어로 간행되었다. 1970년대에는, 몬티나리가 공동으로 창립한 니체 슈투디엔(Nietzsche-Studien)의 후원을 받으면서 이전 판들을 표준판으로 대체했다. 오늘날까지 약 40권이 간행되었으며, 특히 2001년부터 1885년 이후 유고의 상이한 옮겨적기 내용들이 간행되었는데 원고-시디롬을 포함하고 있다. 서너 권의 주석서는 아직 없다.

### 학습용 고증판(KSA)
1980년에 처음으로 《학습용 고증판》(KSA, 1988년 2판)이 간행되었다. 저작들과 1869년 이후의 철학적 유고를 포함하고 있으며, 전집판에 비해 축소되었지만 연구 목적에는 충분한 학문적 교감장치(Apparat)를 포함하고 있다.

## 기타 판본
이와 더불어 니체 판본이 여러 출판사에서 간행되고 있다. 레클람 출판사에서 간행된 소책자들은 가급적 콜리-몬티나리 판을 따르면서도 추가로 중요한 니체 연구자들(귄터 피갈, 요제프 지몬, 폴커 게르하르트)의 해설을 싣고 있다. 인젤 출판사와 골트만 출판사는 독자적인 판을 갖고 있다. 골트만 출판사는 페터 퓌츠가 정리했다. 그러나 두 출판사 판은 학문적으로 볼 때 특히 주석에서 콜리-몬티나리 판에 못미치며, 심지어 인젤 시리즈는 일부분 옛 서고판을 따라 불완전한 텍스트를 보이기도 한다. 알프레트 크뢰너 출판사는 의문스러운 편집본 《권력에의 의지》와 《생성의 무구함》을 포함한 판을 여전히 판매 중이다. 그러나 비판이 여전한 만큼 니체 연구에서 제외된 것으로 보인다.